# Andrea Scanavacca
Andrea Scanavacca (Rovigo, 23 luglio 1973) è un ex rugbista a 15 e dirigente sportivo italiano il cui ruolo era quello di mediano d'apertura; legato per tutta la sua carriera sportiva al Rovigo, nella cui prima squadra militò dal 1991 al 2008 senza soluzione di continuità a parte due stagioni (nel Rugby Roma e nel Calvisano) è, con 3368 punti, il miglior realizzatore della storia del campionato italiano; vanta inoltre 11 presenze e 49 punti in Nazionale italiana.
Da dopo il ritiro è direttore sportivo sia nel rugby, sua disciplina originaria, che nella pallavolo

## Biografia
Nato a Rovigo, Andrea Scanavacca è originario di Arquà Polesine, paese della provincia dove la famiglia gestisce un ristorante.
Non molto alto (176 cm), evidenziò fin dall'infanzia, quando entrò nelle giovanili del Rovigo, l'attitudine alla corsa e al calcio; esordì in prima squadra il 2 febbraio 1992 a Treviso in un incontro di serie A1 contro il Tarvisium (vittoria 36-16), raccogliendo, nel ruolo di apertura, l'eredità del sudafricano Naas Botha.
Fino al 2000 fu titolare fisso del Rovigo e nel 1999 esordì anche in Nazionale (contro l'Uruguay), sotto la gestione tecnica di Massimo Mascioletti, nella serie di test in preparazione della Coppa del Mondo di rugby 1999, alla quale comunque non prese parte.
Nel 2000 si trasferì al Rugby Roma, fresco campione d'Italia, per tornare a Rovigo nella stagione successiva.
Venne utilizzato saltuariamente in Nazionale anche sotto le successive gestioni Johnstone e Kirwan (quattro test match tra il 2001 e il 2004, uno dei quali a Twickenham contro l'Inghilterra nel Sei Nazioni 2001); il francese Pierre Berbizier inserì più stabilmente in squadra il trentatreenne Scanavacca dal 2006; il momento migliore in Nazionale fu durante il Sei Nazioni 2007, quando l'Italia vinse il suo primo incontro esterno, a Murrayfield contro la Scozia (37-17), e Scanavacca realizzò una meta, quattro trasformazioni su quattro e tre calci piazzati su tre, per un totale di 22 punti.
Nonostante ciò, quella fu la penultima partita in azzurro di Scanavacca: il giocatore, che nel frattempo aveva lasciato Rovigo una seconda volta e stava militando nel Calvisano, disputò solo un altro incontro internazionale, l'ultimo turno del Sei Nazioni al Flaminio di Roma contro l'Irlanda e, in giugno, fu escluso dal C.T. Berbizier dalla rosa dei pre-convocati per i test estivi in preparazione della Coppa del Mondo di rugby 2007, cosa che provocò delusione a Scanavacca e gli fece annunciare il ritiro dall'attività.
Solo tre mesi prima Scanavacca era divenuto il miglior realizzatore del campionato italiano: con la maglia del Calvisano aveva realizzato 23 punti contro il Petrarca e aveva raggiunto quota 3 212, 6 in più del precedente recordman Stefano Bettarello.
Nonostante i propositi di ritiro, Scanavacca decise di tornare una terza volta a Rovigo, per una sola stagione, al termine della quale si ritirò dopo avere realizzato ulteriori 89 punti, che portarono il suo totale realizzativo a 3 368.
Dopo il ritiro Scanavacca entrò nello staff dirigenziale del Rovigo, del quale fu direttore sportivo fino al 2010.
Passato alla pallavolo femminile, fu tra i fondatori della Beng Rovigo, società nata il 1º luglio 2010 e della quale fu direttore sportivo fino al 2015, quando assunse analogo ruolo nel LeAli di Padova, anch'esso di pallavolo femminile.